# Pinus oocarpa
Pinus oocarpa là một loài thực vật hạt trần trong họ Thông. Loài này được Schiede miêu tả khoa học đầu tiên năm 1838.